# Paludomidae
Paludomidae zijn een familie van weekdieren uit de klasse van de Gastropoda (slakken).

## Taxonomie
De volgende taxa zijn bij de familie ingedeeld:
- Onderfamilie Paludominae Stoliczka, 1868 [= Philopotamidinae Stäche, 1889]
  - Geslacht Paludomus Swainson, 1840
- Onderfamilie Cleopatrinae Pilsbry & Bequaert, 1927
  - Geslacht Cleopatra Troschel, 1857
- Onderfamilie Hauttecoeuriinae Bourguignat, 1885
  - Tribus Hauttecoeuriini Bourguignat, 1885 [= Tanganyiciinae Bändel, 1998]
  - Tribus Nassopsini Kesteven, 1903 [= Lavigeriidae Thiele, 1925]
  - Tribus Rumellini Ancey, 1906
  - Tribus Spekiini Ancey, 1906 [= Giraudiidae Bourguignat, 1885; = Reymondiinae Bandel, 1998]
  - Tribus Syrnolopsini Bourguignat, 1890
  - Tribus Tiphobiini Bourguignat, 1886 [= Hilacanthidae Bourguignat, 1890; = Paramelaniidae J. E. S. Moore, 1898; = Bathanaliidae Ancey, 1906; = Limnotrochidae Ancey, 1906]